# 寬頭異鰭八角魚
寬頭異鰭八角魚，為輻鰭魚綱鮋形目杜父魚亞目八角魚科的其中一種，為溫帶海水魚，分布於東太平洋日本至鄂霍次克海海域，棲息深度18-400公尺，體長可達19公分，棲息在軟底質底層水域，以甲殼類、魚類為食，生活習性不明。

## 扩展阅读
維基物種上的相關：寬頭異鰭八角魚